# Lorenzo Piretto
Lorenzo Piretto (Mazzè, 15 dicembre 1942) è un arcivescovo cattolico e giornalista italiano, dall'8 dicembre 2020 arcivescovo emerito di Smirne.

## Biografia
Nato nel 1942, entra come novizio nel 1958 nell'Ordine dei frati predicatori e viene ordinato sacerdote di quest'ordine il 4 agosto 1966. Nel 1967 ottiene una licenza in teologia all'Università di Bologna e nel 1972 un dottorato in filosofia all'Università di Torino. Dal 1967 al 1974 insegna filosofia al seminario domenicano di Chieri dove poi, fino al 1983 diviene maestro dei novizi.
Dal 1983 al 2005 insegna italiano all'Università di Marmara, presso Istanbul, dove contemporaneamente e fino al 2014 è parroco della chiesa dei santi Pietro e Paolo.
Inoltre, da una trentina d'anni, è giornalista e direttore della rivista cattolica Présence.

### Episcopato
Il 7 novembre 2015, in concomitanza con l'apertura del giubileo degli 800 anni dell'Ordine dei domenicani, viene eletto arcivescovo metropolita di Smirne. Il 19 dicembre successivo riceve l'ordinazione episcopale dall'arcivescovo Boghos Levon Zekiyan, co-consacranti i vescovi Paolo Bizzeti e Louis Pelâtre.
L'8 dicembre 2020 papa Francesco accoglie la sua rinuncia per raggiunti limiti d'età. Il successivo 24 dicembre lo stesso papa, a seguito della prematura scomparsa del vescovo Rubén Tierrablanca González, lo nomina amministratore apostolico sede vacante di Istanbul e di Costantinopoli dei Greci, incarichi che ricopre rispettivamente fino al 18 dicembre 2021 e al 14 settembre 2021.
Il 7 luglio 2022 è chiamato dal Vescovo di Ivrea a presiedere le celebrazioni della festa patronale di San Savino. 

## Genealogia episcopale
La genealogia episcopale è:
- Cardinale Scipione Rebiba
- Cardinale Giulio Antonio Santori
- Cardinale Girolamo Bernerio, O.P.
- Arcivescovo Galeazzo Sanvitale
- Cardinale Ludovico Ludovisi
- Cardinale Luigi Caetani
- Cardinale Ulderico Carpegna
- Cardinale Paluzzo Paluzzi Altieri degli Albertoni
- Papa Benedetto XIII
- Papa Benedetto XIV
- Papa Clemente XIII
- Cardinale Bernardino Giraud
- Cardinale Alessandro Mattei
- Cardinale Pietro Francesco Galleffi
- Cardinale Giacomo Filippo Fransoni
- Cardinale Andon Bedros IX Hassoun
- Patriarca Stepanos Bedros X Azarian
- Patriarca Avedis Bedros XIV Arpiarian
- Patriarca Iknadios Bedros XVI Batanian
- Patriarca Hovhannes Bedros XVIII Kasparian, I.C.P.B.
- Patriarca Nerses Bedros XIX Tarmouni
- Arcivescovo Boghos Levon Zekiyan
- Arcivescovo Lorenzo Piretto, O.P.